# منتخب صربيا تحت 20 سنة لكرة القدم
منتخب صربيا تحت 20 سنة لكرة القدم (بالصربية: Фудбалска репрезентација Србије до 20 година)‏ هو ممثل صربيا الرسمي في المنافسات الدولية في كرة القدم في فئة كرة قدم تحت 20 سنة للرجال، يديريه اتحاد صربيا لكرة القدم.